# Басиева, Чабахан Михайловна
Чабахан Михайловна Басиева (осет. Баситы Чабæхан; 1912—1942) — советская учительница из города Алагир Северной Осетии, во время Великой Отечественной войны — оккупированная территория, в 1942 году казнена немцами за отказ сотрудничать. Посмертно награждена Орденом Отечественной войны I степени.

## Биография
Родилась в 1912 году в высокогорном ауле Цей, старшая сестра четырёх братьев, единственная дочь в семье.
Окончила отделение русского языка и литературы Орджоникидзевского педагогического института.
Работала учителем русского языка и литературы в школе № 1 города Алагир, одновременно с 1941 года была членом бюро Алагирского райкома комсомола, член ВКП(б).
Известно, что 11 октября 1941 года когда учителя и ученики школы сдавали деньги в Фонд обороны из общей суммы 21400 рублей от Чабахан Басиевой было 1070 рублей.
По обычно указываемым сведениям, в ноябре 1942 года, после оккупации Алагира немцами, ей, как работавшей по совместительству журналистом районной газеты «Раздзог», было предложено работать в выпускаемой оккупантами газете, но она отказалась. В декабре 1942 года, незадолго до советского контрнаступления на Кавказе, была казнена вместе с братом Тасолтаном и матерью.
Похоронена в братской могиле на границе между городом Алагиром и селом Црау.
Указом Президиума Верховного Совета СССР от 10 мая 1965 года посмертно награждена Орденом Отечественной войны I степени:
«за мужество и отвагу, проявленные в борьбе против немецко-фашистских захватчиков в период Великой Отечественной войны»

## Память
В городе Алагир её именем названа улица, установлен памятник-бюст (1978, скульптор В. К. Хаев), её имя носит Алагирская средняя школа № 1, в которой она работала.

## В культуре
Художественный фильм 1970 года «Последний снег» посвящён подвигу Чабахан Басиевой, главную роль исполнила Земфира Цахилова.
Ей посвящена поэма «Чабахан» осетинского поэта Давида Дарчиева, очерк «Чабахан» Георгия Джимиева и «Ария Чабахан» Долорес Билаоновой.